# Arquidiócesis de Cagayán de Oro
La arquidiócesis de Cagayán de Oro (en latín: Archidioecesis Cagayana, en inglés: Roman Catholic Archdiocese of Cagayan de Oro y en cebuano: Arkidyosesis sa Cagayán de Oro) es una circunscripción eclesiástica de la Iglesia católica en Filipinas. Se trata de una arquidiócesis latina, sede metropolitana de la provincia eclesiástica de Cagayán de Oro. Desde el 23 de junio de 2020 su arzobispo es José Araneta Cabantan.

## Territorio y organización
La arquidiócesis tiene 3799 km² y extiende su jurisdicción sobre los fieles católicos de rito latino residentes en las provincias de Misamis Oriental y Camiguín y en el municipio de Malitbog en la provincia de Bukidnon, ubicadas en la región de Mindanao del Norte.
La sede de la arquidiócesis se encuentra en la ciudad de Cagayán de Oro, en donde se halla la Catedral de San Agustín.
En 2023 en la arquidiócesis existían 71 parroquias.
La arquidiócesis tiene como sufragáneas a las diócesis de: Butuán, Malaybalay, Prosperidad, Surigao y Tandag.

## Historia
La diócesis de Cagayán de Oro fue erigida el 20 de enero de 1933 con la bula Ad maius religionis del papa Pío XI, obteniendo el territorio de la diócesis de Zamboanga (hoy arquidiócesis de Zamboanga).
Originalmente sufragánea de la arquidiócesis de Manila, el 28 de abril de 1934 pasó a formar parte de la provincia eclesiástica de la arquidiócesis de Cebú.
El 3 de junio de 1939 cedió una porción de su territorio para la erección de la diócesis de Surigao mediante la bula Quo dominici gregis del papa Pío XII.
El 27 de enero de 1951 cedió otra porción de su territorio para la erección de la prelatura territorial de Ozámiz (hoy arquidiócesis de Ozámiz) mediante la bula Supremum Nobis del papa Pío XII.
El 29 de junio de 1951 la diócesis fue elevada al rango de arquidiócesis metropolitana con la bula Quo in Philippina del papa Pío XII.
El primer obispo y arzobispo de Cagayán de Oro, James Thomas Gibbons Hayes, estableció el Ateneo de Cagayán, hoy Xavier University. En 1955 instituyó también el seminario arzobispal, dedicado a san José.
El 25 de abril de 1969 cedió otra porción de territorio para la erección de la prelatura territorial de Malaybalay (hoy diócesis de Malaybalay) mediante la bula Ut commodis del papa Pablo VI.

## Estadísticas
Según el Anuario Pontificio 2024 la arquidiócesis tenía a fines de 2023 un total de 1 443 993 fieles bautizados.
| Año                                                                             | Población            | Población | Población      | Sacerdotes | Sacerdotes    | Sacerdotes    | Bautizados por sacerdote | Diáconos permanentes | Religiosos | Religiosos | Parroquias |
| Año                                                                             | Bautizados católicos | Total     | % de católicos | Total      | Clero secular | Clero regular | Bautizados por sacerdote | Diáconos permanentes | Varones    | Mujeres    | Parroquias |
| ------------------------------------------------------------------------------- | -------------------- | --------- | -------------- | ---------- | ------------- | ------------- | ------------------------ | -------------------- | ---------- | ---------- | ---------- |
| 1950                                                                            | 600 247              | 984 634   | 61.0           | 80         | 46            | 34            | 7503                     |                      | 42         | 68         | 45         |
| 1958                                                                            | 452 600              | 520 000   | 87.0           | 78         | 21            | 57            | 5802                     |                      | 64         | 66         | 46         |
| 1970                                                                            | 484 038              | 534 346   | 90.6           | 63         | 16            | 47            | 7683                     |                      | 35         | 107        | 34         |
| 1980                                                                            | 519 000              | 649 000   | 80.0           | 69         | 27            | 42            | 7521                     |                      | 42         | 113        | 43         |
| 1990                                                                            | 802 000              | 808 000   | 99.3           | 81         | 40            | 41            | 9901                     |                      | 42         | 162        | 45         |
| 1999                                                                            | 1 543 596            | 1 754 087 | 88.0           | 119        | 68            | 51            | 12 971                   |                      | 57         | 187        | 49         |
| 2000                                                                            | 1 543 596            | 1 754 087 | 88.0           | 121        | 74            | 47            | 12 756                   |                      | 51         | 189        | 50         |
| 2001                                                                            | 1 020 380            | 1 200 447 | 85.0           | 117        | 75            | 42            | 8721                     |                      | 48         | 194        | 50         |
| 2002                                                                            | 1 020 380            | 1 200 447 | 85.0           | 119        | 78            | 41            | 8574                     |                      | 45         | 248        | 53         |
| 2003                                                                            | 1 030 885            | 1 200 447 | 85.9           | 112        | 77            | 35            | 9204                     |                      | 62         | 213        | 54         |
| 2004                                                                            | 1 071 399            | 1 284 478 | 83.4           | 130        | 88            | 42            | 8241                     |                      | 81         | 137        | 54         |
| 2006                                                                            | 1 158 000            | 1 397 000 | 82.9           | 129        | 85            | 44            | 8976                     |                      | 101        | 200        | 56         |
| 2013                                                                            | 1 320 000            | 1 590 000 | 83.0           | 163        | 109           | 54            | 8098                     | 1                    | 97         | 198        | 63         |
| 2016                                                                            | 1 075 773            | 1 435 098 | 75.0           | 165        | 109           | 56            | 6519                     | 1                    | 95         | 204        | 62         |
| 2019                                                                            | 1 128 800            | 1 505 820 | 75.0           | 158        | 109           | 49            | 7144                     |                      | 91         | 205        | 68         |
| 2021                                                                            | 1 255 190            | 1 674 425 | 75.0           | 170        | 119           | 51            | 7383                     |                      | 91         | 213        | 70         |
| 2023                                                                            | 1 443 993            | 1 799 450 | 80.2           | 180        | 125           | 55            | 8022                     |                      | 91         | 208        | 71         |
| Fuente: Catholic-Hierarchy, que a su vez toma los datos del Anuario Pontificio. |                      |           |                |            |               |               |                          |                      |            |            |            |

## Episcopologio
- James Thomas Gibbons Hayes, S.I. † (16 de marzo de 1933-13 de octubre de 1970 retirado[nota 1])
- Patrick Henry Cronin, S.S.C.M.E. † (13 de octubre de 1970-5 de enero de 1988 retirado)
- Jesus Balaso Tuquib † (5 de enero de 1988 por sucesión-4 de marzo de 2006 retirado)
- Antonio Javellana Ledesma, S.I. (4 de marzo de 2006-23 de junio de 2020 retirado)
- José Araneta Cabantan, desde el 23 de junio de 2020